# Kim Duchateau
Pour les articles homonymes, voir Duchateau.
Kim Duchateau dit Kim, né le 4 octobre 1968 à Saint-Trond (province de Limbourg), est un auteur de bande dessinée, dessinateur de presse, animateur et musicien belge d'expression néerlandaise.

## Biographie
Kim Duchateau naît le 4 octobre 1968 à Saint-Trond,. Il est le fils du plasticien Hugo Duchateau (nl). 
À 11 ans, il réussit à faire publier une bande dessinée humoristique dans la rubrique des dessinateurs amateurs Plant 'n Knol dans Robbedoes no 2229 de janvier 1981, la version néerlandaise du journal Spirou.
Entre 1989 et 1993, Kim Duchateau étudie l'animation à l'Académie royale des beaux-arts de Gand, où il a pour professeur Raoul Servais. 
Après avoir obtenu son diplôme avec son court métrage Instinctus, il se lance dans une carrière de dessinateur.
Parmi ses premières influences graphiques figurent André Franquin, Marc Sleen, Tex Avery et les histoires danoises Rasmus Klump de Vilhelm et Carla Hansen. Les inspirations ultérieures sont devenues plus souterraines, dans l'absurde, le subversif et le surréaliste : Daniel Clowes, Robert Crumb, Gotlib, Kamagurka, Joost Swarte, Roland Topor, Pirana, Gummbah, Jeroom, Jim Woodring et le magazine Métal Hurlant. Il aime les artistes bizarres et insolites. Il adore les films de Federico Fellini, David Lynch, Marx Brothers et les émissions de télévision de Van Kooten et De Bie, Wim T. Schippers, Hugo Matthysen et Monty Python, en particulier les séquences animées de Terry Gilliam. Il est aussi fan de musiciens d'avant-garde, comme Can, Captain Beefheart, John Coltrane, DAAU, Devo, Einstürzende Neubauten, Faust, Daniel Johnston, Mauro Pawlowski, Pere Ubu, Sonic Youth, Igor Stravinsky, The Residents, The Flying Lizards, The Velvet Underground and Nico et Frank Zappa. En général, il aime les artistes qui opèrent hors normes. Dans ses propres bandes dessinées, il adapte leur atmosphère étrange, imprévisible et inconfortable, tout en faisant rire les lecteurs.

### Carrière
Kim Duchateau auto-publie ses premiers travaux de bande dessinée sous le titre Verhaaltjes Voor het Slapengaan [« Histoires pour dormir »], dont la première bande dessinée est sortie en 1989 et la seconde en 1992.
Professionnellement, il fait ses débuts en 1994 dans De Mix, le supplément jeunesse du quotidien flamand De Morgen. Entre 2000 et 2014, il publie également des planches d'une seule case dans la rubrique Bis de ce journal. En janvier 2023, Kim revient dans De Morgen avec des strips à visée sociologique, cette fois dans la rubrique De Zotte Morgen, du nom de la chanson du même nom de Zjef Vanuytsel. Le travail de Kim est également apparu dans des magazines néerlandais de petite presse comme Incognito, Zone 5300 et Beeldstorm. Sa série de bande dessinée avec comme antihéros le lapin blanc Madelfried De Onverschrikkelijke [« Madelfried le terrible »] est diffusée chaque semaine sur le site web de Concentra SURF-INN et, à partir de 2008, dans le journal Het Belang van Limburg. En janvier 2018, Madelfried remplace Beestjes par Schwantz dans le journal gratuit néerlandais des transports publics Metro. Kim crée également De Hulpeloosjes pour le magazine Pulp. De 1997 jusqu'à sa disparition en 2017, il était l'un des dessinateurs attitré du magazine pour hommes belge P-Magazine, apparaissant sur une page entière dans chaque numéro à partir de septembre 2000. Il est également membre du collectif et du site web The Cartoonist, réunissant des dessinateurs belges de presse, créé par Marec, où leurs travaux sont mis à la disposition du public,.
Depuis 2014, Kim Duchateau réalise des bandes dessinées d'une seule planche pour le journal gratuit De Zondag. Il a une bande dessinée hebdomadaire sur la page jeunesse de NRC Handelsblad et sur le site d'information en ligne Apache.
En alternance avec Wauter Mannaert, il réalise chaque semaine un dessin de presse d'actualité pour le magazine Bruzz. Les autres chaînes qui diffusent ses dessins de presse sont VRT NWS et dS Avond.

### Aldegonne
Son personnage de bande dessinée le plus ancien est Aldegonne, une fille aux cheveux noirs coiffés en nattes, toujours vêtue d'une robe ou d'une jupe rouges. Elle n'a pas de mère, seulement un père strict et moustachu. L'enfant pitoyable se retrouve dans des situations absurdes et troublantes au-delà de sa compréhension ou de son appréciation. La bande dessinée humoristique fait ses débuts à la fin des années 1990 et paraît dans des magazines comme Knack, Incognito, Zone 5300, Stripgids, Beeldstorm et le supplément Zipp de De Standaard.
D'autres premiers personnages récurrents dans l'œuvre de Kim sont Geoffrey het Lijk [« Geoffrey le cadavre »], Samuvar de Domme Cycloon [« Samuvar le stupide cyclone »] et Gérard le Mouton-Double.

### Esther
La série la plus connue de Kim est Esther Verkest, qui paraît pour la première fois le 27 septembre 2000 dans P-Magazine. Créée comme une parodie d'autres personnages féminins de bandes dessinées, Esther est une héroïne sexy aux cheveux roux, apparaissant souvent nue ou ayant des relations sexuelles. Puisque P-Magazine était un magazine pour hommes, elle a été conçue comme une pin-up, mais sinon, elle est loin d'être un objet sexuel passif. Plus que cela, Esther est arrogante, commet l'adultère et finit toujours par gagner. Surtout, elle est l'excuse parfaite pour créer la comédie absurde dont Kim rêve. Les lecteurs se font abuser par un premier abord avec l'impression qu'il s'agit d'une bande dessinée érotique, ils découvrent rapidement que les gags sont bizarres et pas sexy du tout. Esther vit dans un monde absurde plein de monstres, de personnages de contes de fées dérangeants et de gnomes. Kim voulait à l'origine que ces gnomes n'apparaissent que pour quelques épisodes, mais à la demande de ses éditeurs, il les a gardés comme comique de répétition, et ils sont devenus partie intégrante de son style.
C’est en 2004 qu’Esther est d’abord traduite dans L’Écho des savanes : le temps de sept gags en une ou deux pages, juste après qu’un récit de trois planches présentant Aldegonne.
Le troisième volume de la série intitulé Van de Hak op de Tak lui vaut d'être récipiendaire du Stripschap Badge de la bande dessinée d'aventure et de divertissement en 2006.
En 2009, il fait partie des auteurs représentatifs de la nouvelle bande dessinée flamande qui est invitée d'honneur au Festival international de la bande dessinée d'Angoulême en 2009.
En mai 2011, il expose au Centre belge de la bande dessinée de Bruxelles à l'occasion du dixième anniversaire de son héroïne Esther Verkest.
Un mois plus tard, avec Ever Meulen, Conz, Jan Van Der Veken et Marec, entre autres, il est invité à exposer ses peintures à l'exposition Une journée à la mer au centre culturel de Bredene sous le commissariat de Herr Seele. Il rend hommage à l'œuvre et aux personnages d'Elzie Crisler Segar dans Revoilà Popeye en 2012.
Le personnage de le plus célèbre de Kim, Esther Verkest, fait un caméo dans la série De Kiekeboes dans l'album Bij Fanny op schoot en 2005. Quelques gags paraissent dans Fluide glacial en 2018 et en 2019. Une compilation de ses meilleurs gags intitulée Esther et ses amis paraît en 2019 dans la collection « Fluide glacial » aux éditions Audie,,,.
Dans ses cartoons, Duchateau part d'un fait concret de l'actualité, mais tente de le transcender pour ne pas paraître daté après coup. Kim lui-même en témoigne avec les mots : « Mon univers est absurde, mais il est tout à fait logique ».
Il reçoit le prix Adhémar de bronze en 2007 pour l'ensemble de son œuvre, et il se voit offrir une grande exposition rétrospective à la Warande de Turnhout, conçue par lui-même. Il montre des impressions spatiales de son univers de bande bande dessinée, comme la machine à bêtisier (qui fait que tout tourne mal), la chambre d'Aldegonne et un coin inspirant avec le personnage d'Esther Verkest.
En 2015, il participe à l'œuvre collective placée en barricade devant l'Apple Store de Bruxelles.
Il réalise le roman graphique De Man van nu avec Hanco Kolk — une version modernisée de Roméo et Juliette —, publié par De Harmonie/Balloon, en 2016. En 2017 il réalise un album hommage en l'honneur de Néron et Marc Sleen, intitulé : De Zeven Vloeken [« Les Sept Malédictions »].
En 2021, une fresque murale est réalisée sur le Minderbroedersrui à Anvers. En 2024, il crée avec Noël Slangen la bande dessinée politique De vermoeide vorst pour De Morgen et Humo.

### Autres occupations
Par ailleurs, il joue dans divers groupes tels que Phlitman and Kang, The lama home band, Blutch, Isthmus in Irk, Schoofsduchateautrio et son one-man band Kim Kangaroo ou Kim Kangman. Après avoir sorti indépendamment quelques singles et des CDR, le LP vinyle Velvet Coma hotel de Phlitman and Kang est sorti début 2011, Candy queen speedway (2012) et le disque Monsters en 2014. Avec son neveu Buscemi, ils forment le groupe Les Chiens comiques.
Il est également professeur de design à l'université Hogeschool PXL à Hasselt,.
Selon Gilles Ratier : « Son sens aigu de l’humour satirique et surréaliste lui a permis d’être considéré, aujourd’hui, comme l’un des plus grands noms du 9e art flamand contemporain, au même titre que Herr Seele, Kamagurka, Urbanus (Willy Linthout) ou Pieter De Poortere, intervenant régulièrement sur les chaînes de télévision publique flamande VRT et VTM. »

## Parentèle
Son neveu Dirk Swartenbroekx, est devenu célèbre en tant que musicien sous le nom de scène Buscemi.

## Œuvres

### Publications

#### Albums de bande dessinée

##### Esther
- 1. Esther et ses amis[11],[12],[13],[14], Audie, coll. « Fluide glacial », Paris, 24 avril 2019
Scénario, dessin et couleurs : Kim -  (ISBN 9782378782382)

#### Collectifs
- Revoilà Popeye : hommage à l'œuvre et aux personnages d'Elzie Crisler Segar, Onapratut, Noisy-le-Grand, 28 juin 2012
Scénario : collectif - Dessin : collectif dont Kim - Couleurs : quadrichromie -  (ISBN 9782953732849),Préface de Thierry Groensteen. Format à l'italienne.

#### Catalogues d'exposition
- Ceci n'est pas la BD Flamande[20] - La Flandre invitée d'honneur au Festival international de la bande dessinée d'Angoulême, Fonds flamand des lettres, Berchem, 2009
Scénario : Benoît Mouchart, Gert Meesters - Dessin : collectif - Couleurs : quadrichromie,Artistes : Serge Baeken, Randall Casaer, Constantijn van Cauwenberge, Luc Cromheecke, Reinhart Croon, Steven Dhondt, Kim Duchateau, Brecht Evens, Stijn Gisquière, Inge Heremans, Jeroen Janssen, Philip Paquet, Gerolf Van de Perre, Pieter De Poortere, Olivier Schrauwen, Kristof Spaey, Simon Spruyt, Judith Vanistendael, Marnix Verduyn, Maarten Vande Wiele. (OCLC 901248335)

#### Recueils de dessins de presse
- (nl + fr) Press Cartoon Belgium 2006 : de beste cartoons uit de Belgische pers van het jaar 2005 = Press Cartoon Belgium 2006 : les meilleurs dessins de presse parus en 2005 dans la presse belge, Leuven, Van Halewyck, 2006, 143 p., ill. ; 22 cm (ISBN 90-5617-694-3)

### Expositions collectives
- Ceci n'est pas la BD flamande[7], Festival d'Angoulême 2009.
- Ceci n'est pas la BD flamande[21], Louvain du 13 février au 15 avril 2009.
- Une journée à la mer[9], centre culturel de Bredene de juin au 31 juillet 2011 ;
- Brussels in shorts (Passaporta/Oogachtend), Centre belge de la bande dessinée du 27 octobre au 7 décembre 2014. Cette exposition est consacrée au concours, sous la présidence de Judith Vanistendael, de création Brussels in Shorts à l'instigation de Passa Porta, maison de littérature internationale, réunissant de jeunes auteurs dont les Belges : Laure Allain et Michaël Olbrechts, Delphine Frantzen, Steven Dhondt, Fabienne Loodts, Steve Michiels ou Kim qui ont eu l’occasion de découvrir la ville et de s’en inspirer[22]. Un album Bruss.2 est publié aux éditions Oogachtend[23].
- United Comics of Belgium, Centre belge de la bande dessinée, Bruxelles[24],[25], commissaires : Séraphine, Johan De Moor, Olivier Grenson, Marc Hardy, Judith Vanistendael, Bruxelles, du 2 avril au 12 septembre 2021.

## Prix et distinctions
- 2007 :  Adhémar de bronze pour l'ensemble de son œuvre[1] ;
- 2009 :  prix Rookie au Festival de bande dessinée de Middelkerke à Middelkerke pour Esther[26].